# Franco Albanesi
Franco Albanesi (Roma, 9 agosto 1962) è un ex giocatore di calcio a 5 e allenatore di calcio a 5 italiano.

## Carriera
Utilizzato nel ruolo di giocatore di movimento, Albanesi ha disputato 26 gare con la nazionale italiana, segnando otto reti. Come massimo riconoscimento in carriera vanta la partecipazione al FIFA Futsal World Championship 1989 in cui gli azzurri sono stati eliminati nel girone del secondo turno.

## Palmarès
- Campionato italiano: 2

Roma Calcetto: 1984, 1984-85